# Pratânia (kommun)
Pratânia är en kommun i Brasilien.   Den ligger i delstaten São Paulo, i den södra delen av landet, 800 km söder om huvudstaden Brasília. Antalet invånare är 4 599.
Följande samhällen finns i Pratânia:
- Pratânia

Omgivningarna runt Pratânia är huvudsakligen savann. Runt Pratânia är det glesbefolkat, med 13 invånare per kvadratkilometer.